# نوامبر ۲۰۰۸
نوامبر ۲۰۰۸ یکی از ماه‌های ۲۰۰۸ (میلادی) است.

## ۱ نوامبر ۲۰۰۸
- فرمانده نیروی هوایی ژاپن برکنار می‌شود

یاسوکازو هامادا وزیر دفاع ژاپن اعلام کرد که فرمانده نیروی هوایی را پس از این اظهار نظر که کشورش در جنگ جهانی دوم یک نیروی متجاوز نبوده، را از مقام خود برکنار خواهد کرد. وزیر دفاع ژاپن اظهار داشت که دیدگاه ژنرال توشیو تاموگامی که در یک رساله دانشگاهی منعکس شده بود با موضع رسمی این کشور در مورد وقایع جنگ جهانی دوم مغایر نیست و از این روی، وی باید برکنار شود. بی‌بی‌سی فارسی

## ۲ نوامبر ۲۰۰۸
- حمله اشتباهی ناتو به سربازان افغان

نیروهای یاری امنیتی (آیساف) در افغانستان اعلام کرده‌اند که در اثر یک تیراندازی اشتباهی این نیروها در شرق افغانستان پنج سرباز افغان زخمی شده‌اند.بی‌بی‌سی فارسی
- ۲۵۰ هزار آواره در کنگو منتظر کمک‌های سازمان ملل

سازمان ملل متحد قرار است کاروانی از تدارکات پزشکی و مواد غذایی را برای کمک به ۲۵۰ هزار نفر از اهالی کنگو که در اثر نبردهای داخلی میان شورشیان و دولت مرکزی کنگو، آواره شده‌اند، ارسال کند. این کاروان قرار است شهر گوما را ترک کرده و به داخل منطقه تحت کنترل ژنرال شورشی لورن نکوندا حرکت کند. بی‌بی‌سی فارسی

## ۳ نوامبر ۲۰۰۸
- دولت اسرائيل کمک به شهرک‌‌نشينان افراطی را قطع کرد

دولت اسرائیل در پی بروز خشونت‌هايی از سوی گروهی از شهرک‌نشينان افراطی يهودی عليه فلسطينی‌ها، اعلام کرد که «هرنوع حمايت» از این شهرک نشینان را قطع کرده است. در بيانيه دولت اسرائيل آمده است که دولت «اجازه نخواهد داد افراطيون يهودی، کرانه باختری (سرزمين‌های يهودا و شومرون) را غرب وحشی وحشی تصور کنند». رادیو فردا، يديعوت احرونوت
- انفجار در بغداد چند کشته به جای گذاشت

به گفته مقامات ،سه بمب در بغداد منفجر شده است که یکی از آنها که در مقابل ساختمان پلیس در شرق بغداد رخ داده، شش کشته به جای گذاشته است. بی‌بی‌سی فارسی

## ۴ نوامبر ۲۰۰۸
- استقبال کم سابقه مردم آمریکا از انتخابات

سناتور جان مک‌کین جمهوریخواه و سناتور باراک اوباما دموکرات، هر یک در ایالت‌هایی که خود نمایندگی آن را در مجلس سنای آمریکا بر عهده دارند رای ‌دادند. باراک اوباما در شهر شیکاگو در ایالت ایلینوی رای خود را به صندوق ریخت. در بسیاری از ایالات از استقبال غیرمنتظره مردم گزارش شده‌است و انتظار می‌رود در مجموع ۱۳۰ میلیون نفر در انتخابات شرکت کنند. اگر این انتظار برآورده شود میزان مشارکت در این انتخابات از هر دوره دیگری از سال ۱۹۶۰ بیشتر خواهد بود. بی‌بی‌سی فارسی
- آغاز انتخابات ریاست‌جمهوری ۲۰۰۸ ایالات متحده آمریکا

رقابت طولانی برای انتخاب چهل و چهارمین رئیس جمهوری ایالات متحده، به ایستگاه آخر رسیده و چهره‌های اصلی این رقابت، سناتور جان مک‌کین جمهوریخواه و سناتور باراک اوباما دموکرات، خود را در معرض انتخاب نهایی شهروندان آمریکایی گذاشته‌اند. در همین حال، سناتور اوباما در روستای دیکسویل نوچ، نیوهمپشر که نخستین حوزه‌ رأی‌‌گیری ایالات متحده محسوب می‌شود، به اولین پیروزی دست یافت. رادیو فردا، هافینگتون پست
- وزیر کشور دولت احمدی‌نژاد با رای عدم اعتماد مجلس برکنار شد

مجلس شورای اسلامی طرح عدم اعتماد به علی کردان را مورد بررسی قرار داد و پس از سخنان موافقان و اظهارات علی کردان در دفاع از عملکرد خود، طرح عدم اعتماد با اکثریت قابل توجه نمایندگان حاضر در جلسه به تصویب رسید. از ۲۴۷ نماینده حاضر در جلسه، ۱۸۸ نفر به طرح عدم اعتماد به علی کردان رای موافق دادند، در حالیکه ۴۵ نفر به این طرح رای منفی و ۱۴ نفر دیگر رای ممتنع دادند. بی‌بی‌سی فارسی

## ۵ نوامبر ۲۰۰۸
- باراک اوباما رئیس جمهور آمریکا شد

باراک حسین اوباما به عنوان چهل و چهارمین رئیس جمهور آمریکا انتخاب شد. در مقایسه با انتخابات قبل باراک اوباما نه تنها رای اکثر ایالاتی که در سال ۲۰۰۴ به جان کری، نامزد وقت حزب دموکرات رای دادند را مجددا کسب کرد، بلکه در سه ایالت دیگر هم که در دوره قبل به جورج دبلیو بوش رای داده بودند، پیروز شد. هر یک از دو نامزد برای پیروزی در انتخابات نیاز به کسب حداقل ۲۷۰ رای کالج انتخاباتی داشتند که باراک اوباما با کسب ۳۳۸ رای کالج انتخاباتی، به عنوان اولین رئیس‌جمهور سیاه‌پوست در تاریخ ایالات متحده آمریکا برگزیده شد. بی‌بی‌سی فارسی، سی‌ان‌ان

## ۶ نوامبر ۲۰۰۸
- نویسنده پارک ژوراسیک درگذشت

خانواده مایکل کرایتون نویسنده آثار پرفروشی چون پارک ژوراسیک می‌گوید او پس از «نبردی شجاعانه با سرطان» در سن ۶۶ سالگی در لس آنجلس درگذشته‌است.بی‌بی‌سی فارسی

## ۷ نوامبر ۲۰۰۸
- افزایش نگران‌کننده نرخ بی‌کاری در آمریکا

نرخ بی‌کاری در آمریکا در ماه اکتبر افزایش قابل توجهی یافته و به ۶٫۵ درصد رسیده است. چنین نرخ بیکاری از ۱۴ سال پیش تاکنون در آمریکا بی‌سابقه بوده‌است و نشان می‌دهد که در ماه اکتبر، ۲۴۰ هزار نفر در این کشور بی‌کار شده‌اند. بی‌بی‌سی فارسی

## ۸ نوامبر ۲۰۰۸
- سه بمبگذار بالی اندونزی اعدام شدند

اندونزی ،سه شبه نظامی اسلامگرا را به نام‌های علی غفرون (۴۸ ساله)، عمروزی (۴۷ ساله) و امام سامودرا (۳۸ ساله) در ارتباط با بمبگذاری مرگبار سال ۲۰۰۲ بالی که منجر به کشته شدن ۲۰۲ نفر شد اعدام کرده ‌است.بی‌بی‌سی فارسی
- یک رهبر ارشد القاعده در عراق کشته شد

ارتش آمریکا اعلام کرد یک رهبر ارشد القاعده در عراق ،به نام ابو غزوان، در عملیات اسلحه زدایی در شمال بغداد ،در ناحیه طارمیه ،کشته شد.صدای آمریکا
- حمله انتحاری در عراق ۸ کشته داد

حمله بمبگذار انتحاری در شهر رمادی واقع در استان انبار در غرب بغداد موجب کشته شدن هشت نفر شده ‌است.بی‌بی‌سی فارسی

## ۹ نوامبر ۲۰۰۸
- دست کم ۲۰ کشته در سانحهٔ زیردریایی اتمی روسی

دست کم ۲۰ نفر در حادثه‌ای در اثر از کار افتادن سیستم اطفای حریق یک زیردریایی اتمی روسیه جان خود را از دست داده‌اند.بی‌بی‌سی فارسی و دویچه وله

## ۱۰ نوامبر ۲۰۰۸
- ونوس ویلیامز عنوان قهرمانی تنیس جهان را کسب کرد

ونوس ویلیامز که در فصل جاری عنوان قهرمانی مسابقات ویمبلدون را از آن خود کرده بود، برای نخستین بار در دوران فعالیت حرفه‌ای خود، با غلبه بر ورا اسوناروا، عنوان قهرمانی تنیس بانوان جهان را در دوحه قطر، از آن خود کرد.دویچه وله
- دو انفجار پیاپی در بغداد ۲۵ کشته و ۴۸ زخمی بر جای گذاشت

دو انفجار پیاپی در یک بازار پر رفت و آمد در بغداد در موجب کشته شدن ۲۵ نفر و مجروح گشتن ۴۸ تن دیگر شد.این حادثه به گفته مسئولان امنیتی در پایتخت عراق، بار دیگر شیوه انفجارهای عمدی دوگانه را به بغداد برگرداند.العربیه

## ۱۱ نوامبر ۲۰۰۸
- آلوده شدن بیش از ۴۰ نوزاد به ویروس بیماری ایدز در ازبکستان

مقامات بهداشت در ازبکستان می‌گویند بیش از ۴۰ نوزاد در بیمارستان شهر نمنگان در شرق کشور به ویروس اچ‌آی‌وی، که موجب بیماری ایدز می‌شود آلوده شده‌اند.بی‌بی‌سی فارسی

## ۱۳ نوامبر ۲۰۰۸
- توزیع نسخه تقلبی نیویورک تایمز در آمریکا

پخش یک نسخه تقلبی از روزنامه نیویورک تایمز در خیابان‌های نیویورک، اهالی این شهر را غافلگیر کرد.رادیو زمانه
- اقتصاد آلمان وارد دوره رکودی شد

براساس ارقام رسمی که در آلمان انتشار یافته، اقتصاد این کشور رسما وارد دوره رکودی شده‌است.بی‌بی‌سی
- حمله انتحاری در شرق افغانستان ۶ کشته برجای گذاشت

درپی یک حمله انتحاری در مسیر شاهراه تورخم ـ جلال آباد در ولایت ننگرهار واقع در شرق افغانستان روی داد، ۶ تن کشته و ۷۳ تن دیگر زخمی شدند.العربیه

## ۱۴ نوامبر ۲۰۰۸
- منطقه یورو وارد دوره رکود اقتصادی شد

کشورهای منطقه یورو برای اولین بار از هنگام تشکیل اتحادیه اروپا وارد دوره رکود اقتصادی شده‌اند. بی‌بی‌سی فارسی
- اسیدپاشی بر صورت دختران مدرسه‌ای در قندهار

چند مرد در قندهار افغانستان بر صورت دختران مدرسه‌ای اسیدپاشی کردند. اسیدپاشی به روی دختران مدرسه‌ای در دوره حکومت طالبان همزمان با تعطیل شدن مدرسه‌های دخترانه مرسوم شده بود. رادیوفردا، عصرایران
- سینما جمهوری در آتش سوخت

سینما جمهوری در تهران (که در گذشته متعلق به علی حاتمی بود) آتش گرفت و سالن یک، سالن انتظار و کافه آنتراکت آن از بین رفتند. پندار، ایلنا

## ۱۵ نوامبر ۲۰۰۸
- نشست گروه ۲۰ در واشگتن برای بررسی بحران مالی جهانی

اجلاس سران کشورهای گروه ۲۰ شامگاه جمعه ۱۴ نوامبر (به وقت محلی) ،با ضیافت شامی آغاز شد که جرج بوش در کاخ سفید برای میهمانان خود ترتیب داده بود.دویچه وله+اطلاعات بیشتر.
- ارتقای نخستین زن به مقام ارشد ارتش آمریکا

در مراسمی در پنتاگون، نخستین زن در تاریخ به مقام ژنرال چهار ستاره در نیروهای مسلح آمریکا دست یافت. آن دانوودی، این ارتقا را در حضور مقامات دولتی و وزارت دفاع آمریکا پذیرفت. آسوسیتد پرس، واشینگتن پست، کانزاس سیتی ستار

## ۱۶ نوامبر ۲۰۰۸
- تصویب توافقنامه امنیتی عراق-آمریکا در هیئت وزیران عراق

هیئت وزیران عراق با اکثریت آرا ،توافقنامه امنیتی عراق-آمریکا را تصویب کرد و برای رای گیری به پارلمان فرستاد.العربیه

## ۱۷ نوامبر ۲۰۰۸
- رکورد دومینوی جهان شکسته شد

در هلند و در جریان یک برنامه تلویزیونی دو ساعته ،با فروریختن چهار میلیون و ۳۴۵ هزار و ۲۷ عدد مهره دومینو، رکورد جدیدی در این بازی ثبت شد.بی‌بی‌سی فارسی
- انتشار گزارش مجمع جهانی اقتصاد از وضعیت برابری زنان و مردان در جهان

مجمع جهانی اقتصاد در گزارشی شاخص شکاف برابری بین مردان و زنان را در میان کشورهای جهان منتشر ساخت. در این رده بندی، نروژ در مقام اول است، و ایران در رتبه ۱۱۶ جهانی قرار گرفت. eGov، فهرست کامل مجمع جهانی اقتصاد از وضعیت زنان در جهان
- تلویزیون چین پخش مسابقات فوتبال را قطع کرد

ایستگاه تلویزیونی اصلی چین پخش مسابقات لیگ برتر فوتبال چین را متوقف کرده و بازیکنان را متهم نموده‌است که اخلاق حرفه‌ای ندارند.بی‌بی‌سی فارسی

## ۱۸ نوامبر ۲۰۰۸
- تهیه تصویر مستقیم از سیاره فراخورشیدی

بکمک تلسکوپ هابل، برای اولین بار از سه سیاره فراخورشیدی ستاره اچ‌آر ۸۷۹۹ و یک سیاره فراخورشیدی ستاره فم‌الحوت یک تصویر مستقیم گرفته شد.خبرگزاری فرانسه
- تهدید طالبان برای انجام حملاتی در پاریس

شبکه تلویزیونی العربیه یک نوار ویدیویی را پخش کرد که در آن یکی از فرماندهان نظامی طالبان تهدید کرد در صورت عدم خروج نیروهای فرانسوی از افغانستان حملاتی را در پاریس انجام خواهد داد.العربیه فارسی

## ۱۹ نوامبر ۲۰۰۸
- نخستین جراحی موفقیت آمیز جهان بکمک سلول‌های بنیادی

یک تیم پزشکی اسپانیایی و یک آزمایشگاه در انگلیس موفق به نخستین عمل جراحی موفقیت آمیز پیوند نای بکمک سلول‌های بنیادی خود بیمار شدند. نیویورک تایمز، ساینس دیلی، بی بی سی فارسی
- القاعده به باراک اوباما هشدار داد

ایمن الظواهری ،فرد شماره دو القاعده در تازه ترین پیام صوتی خود که از سایت‌های اینترنتی مرتبط با بنیادگرایان اسلامی پخش شده، باراک اوباما ،رئیس جمهوری منتخب آمریکا را مورد سرزنش و اهانت قرار داده ‌است.بی‌بی‌سی فارسی، تایمز لندن

## ۲۰ نوامبر ۲۰۰۸
- کمبود شدید سوخت ،برق و آرد در باریکه غزه

انجمن نانپزی‌های فلسطین نسبت به کمبود نان و توقف نانوایی‌ها در ظرف دو روز آینده در باریکه غزه هشدار داد ،این بحران در نتیجه تمام شدن آرد ،مواد سوختی و قطع برق در غزه میان آمده ‌است.العربیه فارسی+اطلاعات بیشتر
- بازسازی ژنوم ماموت

یک تیم از دانشمندان در دانشگاه ایالتی پنسیلوانیا موفق به بازسازی ژنوم ماموت شدند. این تیم مدعی است که اکنون با بودجهٔ ۱۰ میلیون دلار قادر خواهد بود یک ماموت واقعی را از طریق همتاسازی دی‌ان‌ای این جانور باستانی منقرض شده بر روی کرهٔ زمین را مجدداً متولد سازد. گاردین، آسوسیتد پرس
- توقف فروش کتب ضد یهودی ایرانی در زاگرب

بدنبال فروش کتب «یهودستیزانه» در غرفهٔ نمایشگاه کتاب ایران در زاگرب، مسئولین نمایشگاه فروش این کتب را متوقف ساختند. جامعهٔ یهودیان کرواسی این کتاب را بر خلاف ادعای ایران کتابی نه علیه اسرائیل، بلکه علیه جامعه یهودیان دانست، و ایران را متهم به یهودستیزی کرد.رادیو فردا، خبرگزاری HINA

## ۲۱ نوامبر ۲۰۰۸
- ۷ کشته بر اثر انفجاری در شمال غرب پاکستان

مقامات امنیتی پاکستان از وقوع یک انفجار قوی ،هنگام تشییع جنازه یکی از رهبران مذهبی در منطقه دیرا اسماعیل خان واقع در شمال غرب این کشور خبر دادند که دست کم ۷ نفر کشته و ۴۰ زخمی بر جای گذاشته ‌است.العربیه
- مدونا و گای ریچی طلاق گرفتند

دادگاه عالی لندن حکم طلاق مدونا ،ملکه پاپ و شوهرش گای ریچی کارگردان بریتانیایی را بدون سر و صدا صادر کرد.بی‌بی‌سی فارسی

## ۲۲ نوامبر ۲۰۰۸
- واکنش مسلمانان آمریکا در برابر اهانت الظواهری

مسلمانان آمریکا اهانت ایمن الظواهری، رهبر شماره دو القاعده، به باراک اوباما را محکوم کردند. پرس تی وی، سی ان ان

## ۲۳ نوامبر ۲۰۰۸
- اوباما تیم اقتصادی خود را معرفی کرد

باراک اوباما رئیس جمهور منتخب آمریکا مشاوران اقتصادی ارشد خود که در دولت آتی آمریکا بر اجرای یک مجموعه گسترده از سیاست‌های محرک اقتصادی نظارت خواهند داشت را معرفی کرد.بی‌بی‌سی فارسی
- واتیکان پس از ۴۲ سال جان لنون را بخشید

واتیکان جان لنون ،خواننده فقید گروه بیتلز را به خاطر اظهاراتی که در سال ۱۹۶۶ بیان داشته بود بخشیده ‌است.بی‌بی‌سی فارسی

## ۲۴ نوامبر ۲۰۰۸
- دولت آمریکا ۲۰ میلیارد دلار در سیتی بانک سرمایه گذاری می‌کند

دولت آمریکا برای نجات سیتی‌بانک که از بزرگترین گروه‌های بانکی آمریکاست ،۲۰ میلیارد دلار در این موسسه مالی سرمایه گذاری می‌کند.در هفته گذشته سهام سیتی بانک ۶۰ درصد ارزش خود را از دست داد.صدای آمریکا
- تدابیر تازه دولت بریتانیا برای مبارزه با رکود اقصادی

دولت بریتانیا مجموعه تدابیر مهمی شامل کاهش مالیات و افزایش هزینه‌های عمومی را اعلام کرده‌است.بی‌بی‌سی فارسی + بحران مالی ‎۲۰۰۷-۲۰۰۸
- «ایران از مذاکره می‌ترسد»

نماینده آمریکا در آژانس بین‌المللی انرژی اتمی در وین، ایران را متهم به ترس از مذاکره با آمریکا کرد و وجود الفاظی چون «شیطان بزرگ» در ایران را «ضرورتی برای پایداری نظام جمهوری اسلامی» خواند. بی‌بی‌سی فارسی، بی‌بی‌سی فارسی

## ۲۵ نوامبر ۲۰۰۸
- دستگیری ۱۰ تن در افغانستان در رابطه با اسیدپاشی بر روی دختران

۱۰ نفر در قندهار در رابطه با اسیدپاشی ۱۵ زن در افغانستان دستگیر شدند. لس آنجلس تایمز، نیویورک تایمز

## ۲۶ نوامبر ۲۰۰۸
- امضای پیمان امنیتی میان ایران و لبنان

روئسای جمهور ایران و لبنان با امضای پیمانی امنیتی، توافق کردند که ایران تا پنج سال آینده، برخی تجهیزات مورد نیاز ارتش لبنان را تامین کند. جزئیات و مبالغ این پیمان امینی پنج ساله منتشر نشده است. اورشلیم پست

## ۲۷ نوامبر ۲۰۰۸
- حملات مرگبار بمبئی را به لرزه در آورد

مردان مسلح چهارشنبه شب در چندین نقطه مختلف بمبئی با مسلسل و نارنجک دست به حمله زده‌اند که دستکم ۱۰۱ کشته و حدود ۲۸۷ زخمی بر جای گذاشته‌ است + جزئیات بیشتر. بی‌بی‌سی فارسی، اورشلیم پست
- رای مثبت پارلمان عراق به پیمان امنیتی با آمریکا

پارلمان عراق با ۱۴۴ رأی موافق از مجموع آراء ۱۹۸ نماینده حاضر پیمان امنیتی با آمریکا را تصویب کرد. این طرح از سوی کابینه عراق تایید شده بود، اما مذاکرات بین شیعیان و عراقی‌های اهل سنت که حامی دولت نیستند، همچنان ادامه داشت. برخی سیاست‌مداران سنی برای حمایت از پیمان امنیتی با آمریکا، خواهان امتیازات بیشتری از دولت بودند. بی‌بی‌سی فارسی, العربیه فارسی

## ۲۸ نوامبر ۲۰۰۸
- نیروهای هندی به مرکز یهودی بمبئی یورش بردند

نیروهای امنیتی هند از زمین و هوا به یک مرکز یهودیان در بمبئی که شش گروگان اسرائیلی و آمریکایی در آن گروگان بودند، یورش بردند. نهایتا پس از ساعت‌ها درگیری مسلحانه میان دو طرف، دو تروریست به قتل رسیدند و اجساد هفت گروگان یهودی از جمله یک خاخام و همسرش در ساختمان مرکز یهودیان چاباد پیدا شد. + حملات نوامبر ۲۰۰۸ در بمبئی، اورشلیم پست

## ۲۹ نوامبر ۲۰۰۸
- پلیس هند پایان نبردها در بمبئی را اعلام کرد

مقام‌های امنیتی هندی گفته‌اند که محاصره هتل تاج‌محل پس از به قتل رسیدن آخرین پیکارجویان باقی‌مانده در آن‌جا پایان یافته است. کماندوها در سومین روز از نبردهایی که دست‌کم ۱۹۵ کشته و ۲۹۵ زخمی بر‌جای گذاشته است، عملیات تازه‌ای را علیه تروریست‌های سنگر گرفته در هتل کاخ تاج‌محل آغاز کرده بودند. بی‌بی‌سی فارسی، اورشلیم پست
- درگیری میان مسلمانان و مسیحیان در نیجریه صدها کشته برجای گذاشت

صدها نفر بر اثر درگیری‌های مذهبی در مرکز نیجریه کشته شده‌اند. این درگیری‌ها در شهر مرکزی جاس رخ داده است. یک بنیاد خیریه اسلامی می‌گوید که بیش از سیصد جسد را از خیابان‌ها جمع و به مسجد جامع شهر منتقل کرده است. هنوز آمار کشته‌شدگان مسیحی اعلام نشده است. بی‌بی‌سی فارسی

## ۳۰ نوامبر ۲۰۰۸
- وزیر کشور هند استعفا کرد

شیوراج پاتیل، وزیر کشور هند با پذیرش «مسئولیت اخلاقی» حملات بمبئی که به کشته‌شدن تقریبا ۲۰۰ نفر منجر شد، استعفای خود را تسلیم نخست‌وزیر هند کرد. بی‌بی‌سی فارسی